# Polizeiruf 110: Blutiges Eis
Blutiges Eis ist ein deutscher Kriminalfilm von Dietmar Klein aus dem Jahr 2000. Es ist die 214. Folge innerhalb der Filmreihe Polizeiruf 110 und der 11. Fall für die halleschen Kommissare Schmücke und Schneider.
Die Kommissare versuchen den Anschlag auf einen Eishockeyspieler aufzuklären, der dann am Ende doch tödlich endet.

## Handlung
Der Eishockey-Spieler Gerald Oetzmann wird am späten Abend vom Hallenwart Kober nach einem Vereinstraining blutüberströmt auf der Eisfläche gefunden. An der Schnittwunde am Hals wäre er zwar nicht gestorben, aber wenn er bis zum anderen Tag auf dem Eis gelegen hätte, wäre die Unterkühlung sein sicherer Tod gewesen. Schmücke und Schneider ermitteln ausnahmsweise auch bei diesem Mordversuch, da Kommissar Schneider selbst Mitglied beim Eishockey-Verein Penguins ist und ihm der Fall am Herzen liegt.
Kommissar Schmücke befragt zunächst Wolfgang Sänger, den Trainer der Eishockeyspieler. Auch seine Ehefrau ist dem Eissport verbunden und trainiert ein junges Nachwuchstalent im Eiskunstlauf. Die sechzehnjährige Lisa wohnt sogar bei den Sängers. Schneider sieht sich derweil in Oetzmanns Wohnung um und findet eine große Menge an Dopingmitteln. Daraufhin lässt er die gesamte Eishockeymannschaft einer Dopingkontrolle unterziehen. Martin Lüthje und Benno Thiess werden dabei als einzige positiv getestet und in der Folge für das nächste Spiel gesperrt. Trainer Sänger ist so wütend, dass er die beiden aus dem Verein wirft. Thiess kann sich das Ergebnis nicht erklären, mehr als Hustensaft hätte er angeblich nicht genommen. Für die Kommissare birgt das Drogengeschäft zwischen den Spielern ein mögliches Konfliktpotential. Sie verfolgen diese Spur weiter, stoßen dabei auch auf die kleine Eisprinzessin Lisa, die in der Vergangenheit unter einen Dopingverdacht geraten war. Es stellt sich heraus, dass Lisa schwanger ist und ihre Trainerin bereits einen Abtreibungstermin vereinbart hat, da ein Kind zum jetzigen Zeitpunkt die Karriere ihres Schützlings und all ihre Arbeit zunichtemachen würde.
Völlig unerwartet stirbt Gerald Oetzmann, obwohl er auf dem Weg der Besserung war. Die Obduktion ergibt eine Luftembolie, die durch eine Injektion von Luft in seinen Venen verursacht worden sein muss. Schmücke und Schneider gelingt es sehr schnell das Tatwerkzeug zu finden, denn der Täter hatte die relativ große Spritze samt den verwendeten Gummihandschuhen in einem Abfalleimer in der Klinik entsorgt. Die DNA-Reste führen zu Wolfgang Sänger, der sich auch als Vater von Lisas Baby herausstellt. Er sagt aus, sich und Lisa schützen zu wollen, da Oetzmann von der Vaterschaft erfahren hatte und Sänger mit seinem Wissen in der Hand hatte und erpresste.
Die Wunde am Hals hatte Lisa Oetzmann beigebracht, als sie sich gegen ihn wehrte. Nach dem Training wurde er zudringlich, worauf sie ihn in Notwehr mit der Kufe ihres Schlittschuhs verletzt. Veronika Sänger wird verhaftet, nachdem sie gesteht, den Verletzten auf die kalte Eisfläche gezogen zu haben in der Hoffnung, dass er nie wieder aufwachte und die Erpressung, von der auch sie wusste, dadurch beendet wäre.

## Hintergrund
Blutiges Eis wurde im Auftrag des MDR vom „Mitteldeutsches Filmkontor“ (MDF) produziert und in Halle und Leipzig gedreht. Am 23. Januar 2000 erfolgte im Ersten Programm der ARD zur Hauptsendezeit die Erstausstrahlung im Deutschen Fernsehen.
Die Eiskunstläuferin Tanja Szewczenko spielt sich in diesem Polizeiruf selbst, ebenso wie Kammersänger Reiner Süß, der sich gerade als Patient im Krankenhaus befindet, in dem sich auch Kommissar Schmücke behandeln lassen muss. Thomas Rudnick, der in den Tatortfolgen aus Dresden und Leipzig als Sohn von Kommissar Ehrlicher auftritt, hat hier die Nebenrolle als Eishockeyspieler Benno Thiess.

## Kritik
Die Kritiker der Fernsehzeitschrift TV Spielfilm vergaben eine mittlere Wertung (Daumen zur Seite) und befanden: „Bodenständig wie Schwarzbrot mit Käs’“. Sie lobten, sobald die Ermittler „den ersten Faden zu fassen kriegen, wird bald ein fettes Knäuel draus“. Zur schauspielerischen Leistung von Eisprinzessin Tanja Szewczenko hieß es: „Schwamm drüber“.